# STP Santiago
STP Santiago S.A. (abreviatura de Servicio de Transporte de Personas Santiago S.A.) es una empresa chilena de transporte público que operó los  recorridos de la Unidad de negocio 7 —servicios 101, 106, 108, 401, 405, 413c, 417e, 419, 421, 423, 431c, 432n y 481— de la Red Metropolitana de Movilidad. Es una sociedad anónima cerrada constituida por capitales chilenos.

## Historia

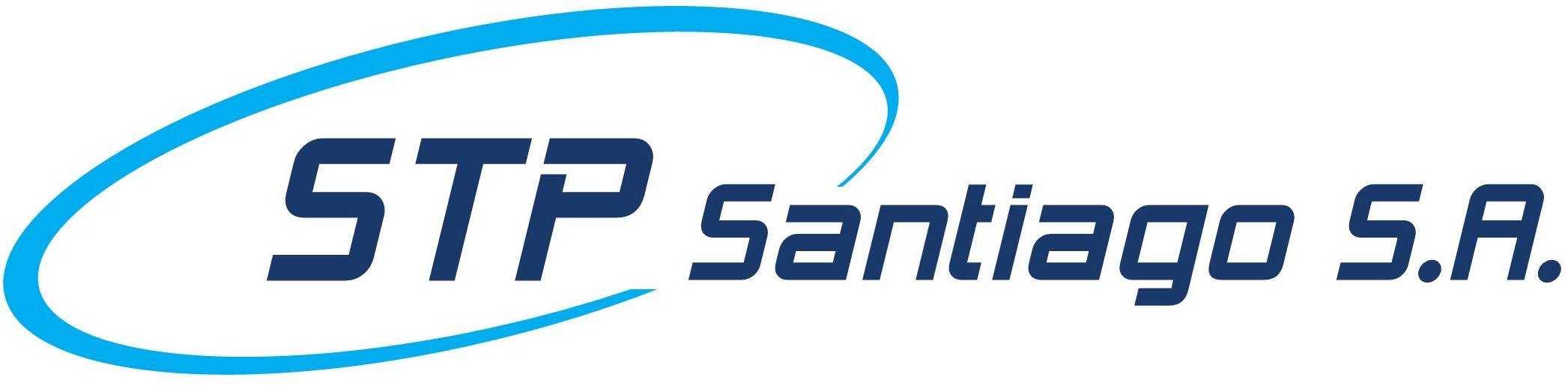
Logotipo de la empresa usado hasta 2018.

Fue creada en 2004 para la licitación del entonces nuevo sistema de transportes Transantiago, postulando a las unidades alimentadoras 2 y 4, correspondientes a las zonas D y F. A inicios de 2005 logra adjudicarse ambas zonas alimentadoras, comenzando con sus operaciones formalmente en octubre del mismo año. Sus primeros recorridos correspondían a una malla compuesta por servicios de las antiguas Micros amarillas. El 10 de febrero de 2007 comenzó la operación en las zonas alimentadoras que se adjudicó en la licitación respectiva.
A finales de 2011 debía firmar un nuevo contrato para la operación del Transantiago. Con lo anterior perdió la operación de los servicios de la Zona D, que pasaron a formar parte de la Unidad de negocio 4 operada por Express de Santiago Uno,quedando a cargo de la Unidad de negocio 7 consistente sólo en los servicios de la Zona F. En abril de 2012 firmó el contrato respectivo con el Ministerio de Transportes por un plazo de 3 años. Comenzó a regir el 1 de junio del mismo hasta el 31 de mayo de 2015, tomando el control de los servicios asignados el 1 de julio de 2012. Con esto los buses de dicha zona pasaron del color morado al amarillo con franja blanca. Esta medida se realizó para identificar por colores a cada empresa. Sin embargo, el 1 de junio de 2015, su contrato de operación fue extendido hasta el 30 de noviembre de 2016. Esta renovación trajo aparejada la incorporación de alrededor de 50 nuevos buses. El 1 de diciembre de 2016 fue nuevamente extendido por un plazo de 18 meses, es decir, hasta el 31 de mayo de 2018.
A comienzos de 2013 se dieron a conocer los primeros indicadores de cumplimiento de la calidad del servicio de los operadores del Transantiago. Estos correspondían a la frecuencia y regularidad del último trimestre de 2012, en donde STP Santiago obtuvo el segundo lugar en el indicador de frecuencia, mientras que en el de regularidad lo hizo en el primer lugar. Similar tendencia ocurriría en 2014, ya que en el primer semestre la empresa obtiene el tercer lugar en el apartado de frecuencia y el primer lugar en regularidad
En enero de 2014 comienza a operar el servicio F25e, que conecta de forma directa Bajos de Mena con la estación intermodal Bellavista de la Florida, circulando de forma directa por la autopista acceso sur.
A finales de 2015 se dan a conocer los indicadores de frecuencia y regularidad del trimestre julio a septiembre del mismo año, en el cual la empresa tiene el segundo y tercer lugar, respectivamente. Por esto, y con motivo de los malos índices presentados por Subus Chile, el Ministerio de Transportes le adjudica el servicio 213e desde el 1 de diciembre de 2015. Este servicio sería operado totalmente con buses nuevos.
No obstante, el 24 de septiembre de 2016, se le adjudica el recorrido 112, el cual era operado Inversiones Alsacia. Esto se realizó debido a los malos índices que presentaba su operador. En efecto, el recorrido 112 se transformó en el 712 —tras ser fusionado con el F21— transformándose en el recorrido más largo del sistema. Para la operación de este recorrido STP adquirió nuevos buses. Ese día también comenzó a operar el recorrido F29 producto de la fusión de los servicios F17 y F22.
El 27 de diciembre de 2017 postuló al proceso de relicitación de la Unidad de negocio 7 con la intención de renovar su operación en dicha zona. Sin embargo, dicho proceso fue declarado desierto por las autoridades competentes, lo que conllevo a la extensión de su contrato de operación. Lo anterior significó que su operación se extendió desde el 1 de junio de 2018 al 30 de noviembre de 2019, incluyendo el ingreso de buses eléctricos para operar el servicio 213e.
El 16 de febrero de 2019, enmarcado en el proceso del término de contrato de Alsacia, obtuvo los servicios 102, 104, 114 y 112n, este último reemplazado por el 712n. Estos operarían con los nuevos buses del denominado plan «Transporte Tercer Milenio», siendo de color rojo y blanco. El 1 de diciembre del mismo año se extiende nuevamente el contrato de operación de esta unidad. En específico su nuevo plazo quedó fijado hasta el 31 de mayo de 2021.
El 27 de junio de 2020, en el marco del término de contrato de Express de Santiago Uno, le son transferidos los servicios 101, 106, 108, 401, 405, 413c, 417e, 419, 421, 423, 431c, 432n y 481. En diciembre del mismo año inauguró el electroterminal El Conquistador. En este recinto se albergaría la infraestructura necesaria para la recarga de los buses eléctricos con los que STP operaría parte de los recorridos adquiridos en junio.
El 15 de diciembre de 2020 postuló al proceso de licitación 2019 del sistema en las nuevas unidades establecidas. Esto tras la aprobación de las bases por parte de la Contraloría General de la República de Chile. En la misma línea el 1 de junio de 2021 se extiende nuevamente el contrato de operación de esta unidad, quedando fijado su término para el 30 de noviembre de 2022. El 6 de octubre de 2021 se dio a conocer que STP Santiago se adjudicó las unidades de servicios 3 y 5.
El 14 de febrero de 2022 creó la empresa filial Santiago Transporte Urbano (STU) para la operación de las unidades de servicios 3 y 5, siendo su accionista mayoritario. El 2 de marzo del mismo año STP Santiago junto al Ministerio de transporte, encabezado por Gloria Hutt, firmó los contratos de concesión de las unidades de servicios adjudicadas. En la misma línea, el 1 de diciembre de 2022 se extiende por sexta vez el contrato de operación de STP Santiago hasta el 31 de mayo de 2024. Sin embargo, esta vez corresponde solo a los servicios que no fueron licitados en el proceso de 2020. El 10 del mismo pierde la operación de los recorridos 114 y F10 a manos de STU. Lo anterior se enmarcó en el proceso de inicio de las unidades de servicios creadas en la licitación de 2020. En la misma línea el 18 de marzo de 2023 pasa lo mismo con los servicios 102, 712, F02, F03c, F05, F06, F09 y F20, que fueron adjudicados por Buses Omega; mientras que los recorridos F01/c, F03, F11, F24 y F29 también fueron asumidos por STU. El 25 de marzo del mismo año lo mismo ocurre con los recorridos F07, F08, F14, F16, F26 y F27 a manos de STU. Lo mismo ocurre el 1 de abril de 2023 con los recorridos 104 y F13. El 8 del mismo mes pierde las operaciones de los servicios 213e, F10c, F12c, F15, F18, F25/e y F30n a manos de Buses Omega.
El 1 de junio de 2024 extiende por séptima vez su contrato de operación, fijando su fecha de término el 30 de noviembre de 2025 o en la cual se traspasen los servicios del proceso de licitación del año 2023. A fines de julio de 2024 postuló en el proceso de licitación de 2023 a la Unidad de servicios 14, no resultando adjudicataria en dicho proceso. El 17 de mayo de 2025 sus servicios fueron traspasados a Voy Santiago 14. Dicho proceso fue producto de la licitación del año 2023.

## Terminales
STP Santiago cuenta con 2 depósitos para su flota. Estos están ubicados en lugares estratégicos para la operación de sus servicios. Tienen la siguiente denominación y ubicación:
- Reina de Chile: Reina de Chile 0758, Recoleta.
- El Conquistador: Av. 5 Poniente 1601, Maipú.

## Material rodante

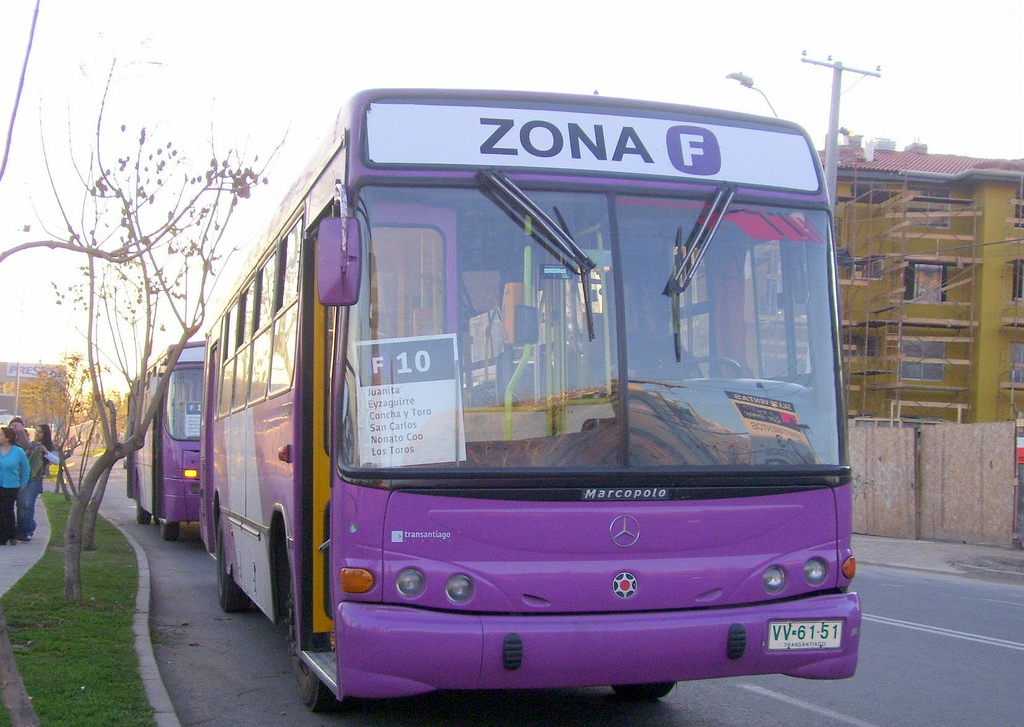
Bus reacondicionado en servicio F10.

El material rodante de STP Santiago está compuesto exclusivamente por buses. Estos poseen chasis fabricados por Mercedes-Benz y carrocerías fabricadas por Marcopolo y Caio. En la misma línea se suman vehículos eléctricos fabricados por Foton. 
Hacia 2004, año de su fundación, poseía principalmente buses reacondicionados provenientes de las Micros amarillas. En total sumaba 270 buses que serían repartidos entre sus dos zonas alimentadoras.
Entre 2005 y 2006 adquiere 79 buses estándar Transantiago para la operación de sus servicios. En efecto durante 2005 compra 27 buses Caio Apache STD y 3 Maxibus Dolphin en chasis Mercedes-Benz OH-1115LSB. Se suman 2 Maxibus Astor en chasis Mercedes-Benz LO-915. Estos vehículos fueron utilizados en los servicios 350, 370 y 378. Para 2006 hace lo propio con 20 Neobus Mega Low Entry y 2 Caio Apache STD, chasis Mercedes-Benz OH-1115LSB, y 25 Caio Foz en chasis Mercedes-Benz LO-915.
Hacia el segundo semestre de 2007 adquiere 48 nuevos buses. En la ocasión ingreso 20 buses Metalpar Tronador en chasis Mercedes-Benz OH-1115LSB y 28 minibuses Caio Foz en chasis Mercedes-Benz LO-915. Al igual que los vehículos anteriormente ingresados estos fueron repartidos en sus dos zonas de operación. Con lo anterior su flota aumentó a 320 buses, divididos en 124 para los servicios de Zona D y 196 para los de Zona F. Asimismo, entre 2008 y 2009 ingresa 91 nuevos buses. En la ocasión adquiere 45 minibuses Caio Foz y 1 minibus Pauliscar Felino en chasis Mercedes-Benz LO-915. Se suman 45 buses Caio Mondego H en chasis Mercedes-Benz O-500U. En este mismo periodo su flota creció a 450 buses en total entre sus dos zonas de operación.
Durante el segundo semestre de 2010 STP Santiago adquirió 176 buses Caio Mondego H idénticos a los adquiridos entre 2008 y 2009. Estos vehículos vinieron a reemplazar la flota más antigua.

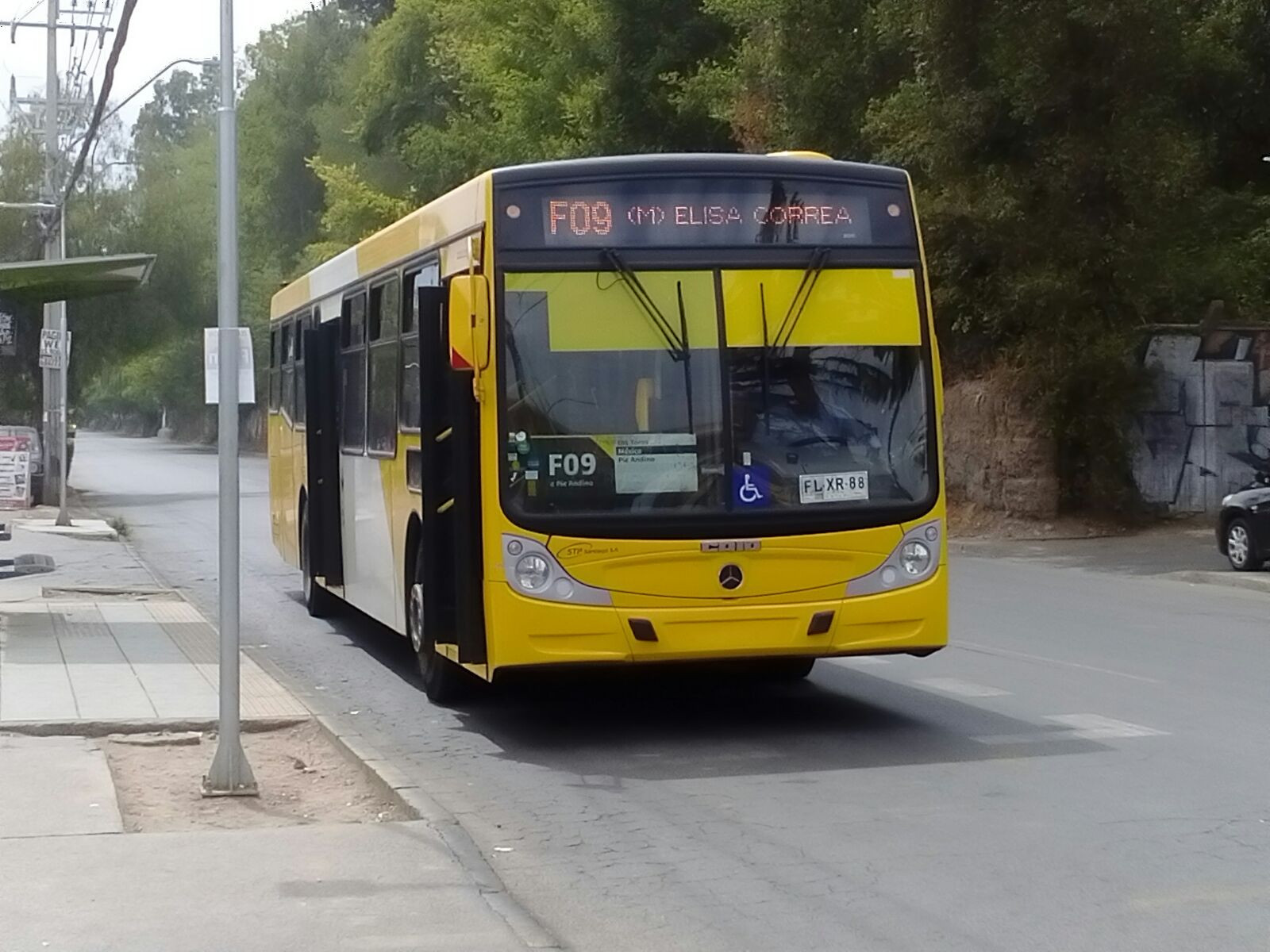
Recorrido F09, Metro Elisa Correa - Pie Andino, operado por STP Santiago

En diciembre de 2013 adquiere 43 buses Caio Mondego H en chasis Mercedes-Benz O-500U BlueTec 5. Estos serían los primeros buses en incorporar puertas a ambos costados del vehículo. Además son los primeros en contar con la norma de emisiones Euro V. Lo mismo ocurre en noviembre de 2015 en donde ingresa 50 nuevos buses iguales a los adquiridos el año 2013. Estos vehículos vinieron a renovar la flota más antigua y a la operación del servicio 213e que les fue asignado.
En 2016 adquiere 51 buses nuevos. En la ocasión se integraron 35 Caio Mondego H iguales a los anteriormente adquiridos. Se suman 16 Caio Foz 2013 en chasis. Mercedes-Benz LO-916 BlueTec 5. Lo anterior se enmarcó en la renovación de flota antigua y la operación del recorrido 712. Además de lo anterior se cuenta la adquisición de un bus modelo Caio Mondego II en chasis Mercedes-Benz OC500LE BlueTec 6, el cual sería el primer bus en cumplir la norma Euro VI en el sistema. En 2017 hace lo mismo con 11 buses Caio Mondego H y 8 minibuses Caio Foz 2013. Con esto completa la renovación de los todos los buses antiguos que poseía.
A inicios de 2019 adquiere 25 buses eléctricos Yutong ZK6128 para ser operados en servicio 213e. Asimismo adquiere 148 buses nuevos modelo Marcopolo Torino Low Entry, en versión rígido y articulado, sobre chasis Mercedes-Benz O-500U/UA BlueTec 6. Estos vehículos se enmarcan en renovación de flota antigua, buses año 2006, y el traspaso de servicios de Inversiones Alsacia. Estos vehículos portan el nuevo esquema de pintura del denominado «Transporte Tercer Milenio», siendo rojos con blanco y con tecnología Euro 6 o eléctrica.
En junio de 2020, en el marco del término de contrato de Express de Santiago Uno, adquiere 155 buses articulados. Estos vehículos, modelo Marcopolo Torino Low Entry, fueron destinados a los servicios 401, 405 y 421. En la misma línea ingresa 215 buses eléctricos Foton. En diciembre del mismo año ingresa 3 nuevos buses correspondientes a 1 bus eléctrico Foton, 1 Caio Mondego II articulado y 1 Mercedes-Benz Citaro. 
La flota de buses que poseía estaba compuesta de la siguiente forma:
- 222 buses rígidos
  - 14 Caio Mondego H, chasis Mercedes-Benz O-500U BlueTec 5, año 2014, transmisión automática Voith. Buses con puertas ambos lados.
  - 1 King Long XMQ6132 (patente LWTL65), año 2020. Estándar Red.
  - 1 Mercedes-Benz Citaro C2 (patente PLHK83), chasis Mercedes-Benz O-530G BlueTec6, año 2020. Estándar Red.
  - 1 King Long XMQ6127 (patente GCBB90), año 2019, eléctrico. Estándar Red.
  - 204 Foton eBus U12 SC, año 2020, eléctrico. Estándar Red.[52]
  - 1 Foton eBus U12 QC (patente PLHK62), año 2020, eléctrico. Estándar Red.

- 152 buses articulados
  - 152 Marcopolo Torino Low Entry, chasis Mercedes-Benz O-500UA BlueTec 6, año 2020, transmisión automática Voith. Estándar Red.[51]

## Recorridos
STP Santiago desde su fundación ha operado diferentes recorridos, los cuales pertenecieron a las Micros amarillas y al Transantiago, actual Red Metropolitana de Movilidad.

### Transantiago

#### Primera etapa
El 22 de octubre de 2005 comenzó a operar varios recorridos de las 
Micros amarillas. Estos fueron operados hasta el 9 de febrero de 2007.
A continuación, una lista de los recorridos que administraba en dicho período. Los servicios de color amarillo correspondían a la licitación de la Zona D, mientras que los de color morado pertenecían a la Zona F.
| Recorrido | Inicio           | Fin               |
| --------- | ---------------- | ----------------- |
| 104       | Gabriela         | Conchalí          |
| 179       | Einstein         | Santa Rosa        |
| 228       | Tobalaba         | Pudahuel          |
| 242       | Cerro Navia      | Río Claro         |
| 243       | Peñalolén        | El Montijo        |
| 244       | Teniente Merino  | Peñalolén         |
| 337       | Peñalolén        | Estación Central  |
| 350       | La Florida       | Providencia       |
| 361       | Población Dávila | Puente Alto       |
| 370       | Cerro Navia      | La Florida        |
| 372       | Cerro Navia      | La Florida        |
| 373       | Cerro Navia      | La Florida        |
| 378       | Cerro Navia      | La Florida        |
| 392       | Lo Sierra        | Peñalolén         |
| 399       | Puente Alto      | Santiago Centro   |
| 414       | Independencia    | La Reina          |
| 423       | Puente Alto      | Juan Antonio Ríos |
| 424       | Puente Alto      | Valdivieso        |
| 432       | Santa Julia      | Pudahuel          |
| 434       | Patria Nueva     | Puente Alto       |
| 600       | Ñuñoa            | El Montijo        |
| 601       | Peñalolén        | Lo Sierra         |
| 626       | Puente Alto      | Renca             |
| 634       | Peñalolén        | Av. Matta         |
| 670       | Puente Alto      | Las Condes        |
| 698       | Los Paltos       | Renca             |
| 805       | La Florida       | Las Condes        |
| 806       | Puente Alto      | La Florida        |
| 807       | Puente Alto      | La Florida        |
| 809       | Puente Alto      | La Reina          |
| 810       | Peñalolén        | Lo Barnechea      |
| MB-70     | Metro 14         | San Guillermo     |
| MB-75     | Metro 14         | Puente Alto       |
| MB-77     | Metro 14         | Puente Alto       |
| MB-93     | Pedrero          | María Angélica    |

#### Zona D
La Zona D del Transantiago fue operada por STP Santiago entre el 10 de febrero de 2007 y el 31 de mayo de 2012, fecha en la cual pasó a formar parte de la Unidad de negocio 4. A continuación una lista de los servicios que poseía:
| Recorrido | Inicio                   | Fin                  |
| --------- | ------------------------ | -------------------- |
| D01       | Plaza Egaña              | Consistorial         |
| D02       | Irarrázaval              | Diagonal Las Torres  |
| D03       | Toesca                   | Las Parcelas         |
| D05       | Las Perdices             | Franklin             |
| D06       | Bellavista de La Florida | Sucre                |
| D07       | Diagonal Las Torres      | Franklin             |
| D07c      | Diagonal Las Torres      | Los Presidentes      |
| D08       | Av. Grecia               | Francisco Bilbao     |
| D08c      | Plaza de La Reina        | Francisco Bilbao     |
| D09       | Diagonal Las Torres      | Manuel Montt         |
| D10       | Carlos Valdovinos        | Álvaro Casanova      |
| D11       | Diagonal Las Torres      | Mall Alto Las Condes |
| D12       | Las Perdices             | Francisco Bilbao     |
| D13       | Bellavista de La Florida | Irarrázaval          |
| D14       | Pedrero                  | Quilín               |
| D15       | Diagonal Las Torres      | Francisco Bilbao     |
| D16       | Quilín                   | Francisco Bilbao     |
| D17       | Alto Macul               | Quilín               |
| D18       | Diagonal Las Torres      | Santa Isabel         |

#### Zona F
Operó la Zona F del Transantiago desde el 10 de febrero de 2007 hasta el 31 de mayo de 2012, fecha en la cual pasó a formar parte de la Unidad de negocio 7. A continuación una lista de los servicios que poseía:
| Recorrido | Inicio               | Término                  |
| --------- | -------------------- | ------------------------ |
| F01       | Villa Padre Hurtado  | Casas Viejas             |
| F01c      | Plaza de Puente Alto | Los Tilos                |
| F02       | Pie Andino           | San Gerónimo             |
| F03       | Plaza de Puente Alto | Pza. San Bernardo        |
| F03c      | Pie Andino           | Villa Las Mamiñas        |
| F05       | El Peñón             | La Cisterna              |
| F06       | La Cisterna          | Pie Andino               |
| F07       | Mall Plaza Tobalaba  | Villa Padre Hurtado      |
| F08       | Villa Padre Hurtado  | Diego Portales           |
| F09       | Pie Andino           | Elisa Correa             |
| F10       | San Guillermo        | Mall Plaza Tobalaba      |
| F11       | Las Vizcachas        | Pie Andino               |
| F12       | Bajos de Mena        | Plaza de Puente Alto     |
| F12c      | Villa Nocedal        | Plaza de Puente Alto     |
| F13       | Bajos de Mena        | Mall Plaza Tobalaba      |
| F13c      | Bajos de Mena        | Plaza de Puente Alto     |
| F14       | Plaza de Puente Alto | Villa Padre Hurtado      |
| F15       | Elisa Correa         | Bajos de Mena            |
| F16       | Villa Padre Hurtado  | Ribera Río Maipo         |
| F17       | Plaza de Puente Alto | Casas Viejas             |
| F18       | Plaza de Puente Alto | Villa Chiloé             |
| F19       | Pie Andino           | Mall Plaza Tobalaba      |
| F20       | La Cisterna          | Pie Andino               |
| F21       | Pie Andino           | Villa La Primavera       |
| F22       | Pie Andino           | El Tranque               |
| F23       | Villa Pacífico Sur   | Mall Plaza Tobalaba      |
| F24       | Casas Viejas         | Elisa Correa             |
| F25       | Bajos de Mena        | Bellavista de La Florida |

### Red Metropolitana de Movilidad

#### Unidad de negocio 7
El 1 de junio de 2012 comenzó la operación de la naciente Unidad de negocio 7. A continuación los servicios que poseía, ordenados según codificación para el usuario.

##### Servicios 100
| Recorrido | Inicio           | Fin        |
| --------- | ---------------- | ---------- |
| 101       | Recoleta         | Cerrillos  |
| 106       | Nueva San Martín | Peñalolén  |
| 108       | Maipú            | La Florida |

##### Servicios 400
| Recorrido | Inicio           | Fin                     |
| --------- | ---------------- | ----------------------- |
| 401       | Maipú            | Las Condes              |
| 405       | Maipú            | Cantagallo              |
| 413c      | Av. Portales     | Las Rejas               |
| 417e      | Maipú            | Manquehue               |
| 419       | Villa Los Héroes | Plaza Italia            |
| 421       | Maipú            | San Carlos de Apoquindo |
| 423       | Nueva San Martín | Plaza Italia            |
| 431c      | Nueva San Martín | Ecuador                 |
| 432n      | Maipú            | La Reina                |
| 481       | Plaza Italia     | Av. Portales            |